# Muriaé
 (septembre 2024).
Si vous disposez d'ouvrages ou d'articles de référence ou si vous connaissez des sites web de qualité traitant du thème abordé ici, merci de compléter l'article en donnant les références utiles à sa vérifiabilité et en les liant à la section « Notes et références ».
Muriaé est une ville brésilienne de l'État du Minas Gerais. Sa population était estimée à 105 861 habitants en 2010. La municipalité s'étend sur 843 km2.

## Maires
| Période | Période | Identité  | Étiquette | Qualité |
| ------- | ------- | --------- | --------- | ------- |
| 2009    | 2012    | José Braz | PP        |         |

## Personnalités
- Yan Cabral (1983-), combattant d'arts martiaux mixtes, est né à Muriaé.